# عبد القادر أوزجن
عبد القادر أوزجن (بالتركية: Abdulkadir Özgen؛ بالألمانية: Abdulkadir Özgen) هو لاعب كرة قدم تركي وألماني في مركز الهجوم، ولد في 8 سبتمبر 1986 في شتولبرغ في ألمانيا. لعب مع أضنة دمير سبور وألمانيا آخن وبوجاسبور وسامسون سبور وسيفاسبور وشانلي أورفا سبور وكايسري سبور ومانيساسبور.

## وصلات خارجية
- عبد القادر أوزجن على موقع اتحاد تركيا (لاعب) (الإنجليزية)
- عبد القادر أوزجن على موقع قاعدة بيانات كرة القدم.إي يو (الإنجليزية)
- عبد القادر أوزجن على موقع بيانات كرة القدم. دي إي (الألمانية)
- عبد القادر أوزجن على موقع Soccerway.com (الإنجليزية)
- عبد القادر أوزجن على موقع عالم كرة القدم.نت (الإنجليزية)